# Eidgenössisches Sängerfest 1864
Das 11. Eidgenössische Sängerfest fand vom 16. bis 18. Juli 1864 in Bern statt. Nach dem vorangegangenen Fest in Chur nahm zum ersten Mal ein rätoromanischer Chor teil, wodurch erstmals alle vier Schweizer Landesteile vertreten waren. Insgesamt nahmen 3000 Sänger in 100 Vereinen teil.
Organisiert wurde das Fest von der Berner Liedertafel (im April 2018 aufgelöst). Die Gesangsaufführungen wurden im Berner Münster durchgeführt. Für den Bau der Zuschauertribüne wurde der 1574 von Daniel Heintz erbaute Chorlettner dauerhaft entfernt.
Als Festpräsident fungierte Bundesrat Karl Schenk. Das Präsidium des Preisgerichts teilten sich der Basler Ernst Reiter und der Berner Johann Rudolf Weber, Festdirektor der Gesamtaufführung war der Leiter der Liedertafel Adolph Methfessel.

## Rangliste
Erstmals wurden keine Preise verliehen, da kein Chor die Jury ausreichend überzeugte.